# Clivus Capitolinus
Clivus Capitolinus (italienska: Clivo Capitolino) är en antik gata som förbinder Forum Romanum med Capitolium i Rom. Clivus Capitolinus utgjorde en fortsättning på Via Sacra. Gatan började vid Tiberiusbågen vid Basilica Iulia och rundade Saturnustemplet för att sedan passera Dei Consentes portik och därefter stiga brant upp mot Capitolium. Vid Asylum delade sig gatan i två för att gå upp till det egentliga Capitolium och upp till Arx.
Clivus anger att det är en gata med stigning och Capitolinus kommer av Capitolium. 

## Karta
| Plan över Capitolium under antiken |
| --- |
| Capitolium Arx Forum Romanum Fori Imperiali Velabrum Jupitertemplet Tabularium Juno Monetas tempel Marcellusteatern Forum Holitorium Bellonatemplet Jupiter Feretrius tempel Veiovistemplet Auguraculum Iseum Jupiter Custos tempel Concordiatemplet Jupiter Conservators tempel Altare Tensarum Jupiter Tonans tempel Clivus Capitolinus Centus Gradus Porta Pandana Janustemplet Juno Sospitas tempel Spestemplet Augustustemplet Asylum Inter duos lucos Vicus Iugarius Marsfältet Dei Consentes portik Vespasianus- templet Concordiatemplet Tullianum Clivus Argentarius Venus Erycinas tempel Bona Mens tempel Fidestemplet Opstemplet Scipio Africanus båge Saturnustemplet Basilica Iulia |